# 14 mai 2018
Le lundi 14 mai est le 134e jour de l'année 2018.

## Décès
- Peter Byrne, Acteur britannique[1].
- Elaine Edwards, Femme politique américaine[2].
- Roberto Farias, Cinéaste brésilien[3].
- Kamel Omrane, Homme politique tunisien[4].
- Leopoldo Paciscopi, Historien et journaliste italien[5].
- George Sudarshan, Physicien théoricien et professeur indien[6].
- William Vance, Dessinateur et scénariste de bande dessinée belge[7].
- Tom Wolfe, Écrivain américain[8].

## Événements
- Après 199 jours de suspension de l'autonomie de la Catalogne, l'indépendantiste Quim Torra est investi président de la Généralité ;
- Transfert de l'ambassade américaine en Israël à Jérusalem, le jour des 70 ans de l'État hébreu. 60 Palestiniens sont tués par l'armée israélienne lors d'une manifestation dans la bande de Gaza (et 2 Cisjordaniens dans une manifestation le lendemain) ;
- L'Australien Steve Plain termine l'ascension de l'Everest et ainsi accomplit le record des « Sept sommets », qui consiste à escalader le plus rapidement possible les montagnes les plus hautes des 7 continents (Antarctique inclus, Amérique du Nord et Amérique du Sud comptées séparément), en y parvenant en 117 jours, battant le record précédent de 9 jours ; de surcroît, il accomplit ce record en gravissant 8 montagnes, puisqu'il gravit le Mont Kosciuszko en Australie et la Pyramide Carstensz en Indonésie alors que normalement seule l'une des deux est nécessaire pour représenter l'Océanie dans le record des « Sept sommets »[9] ;
- Fin de la prise de contrôle de Socotra par les Émirats arabes unis.